# Starý Smokovec
Starý Smokovec (en hongarès: Ótátrafüred; en alemany: Altschmecks; en polonès: Stary Smokowiec) és part del poble de Vysoké Tatry, localitzat al nord d'Eslovàquia, als Tatras. La traducció del nom a català significa "Vell Smokovec".
Starý Smokovec és una estació molt popular per esquiar i fer muntanyisme. També és el nus d'interconnexió per al ferrocarril elèctric dels Tatras que connecta Poprad, Tatranská Lomnica i Štrbské Pleso.
Entre les principals edificacions del districte hi ha el sanatori i el Gran Hotel (fundat el 1904). Es connecta a la petita estació d'esquí de Hrebienok a 1285 metres d'altitud a través d'un funicular.

## Galeria

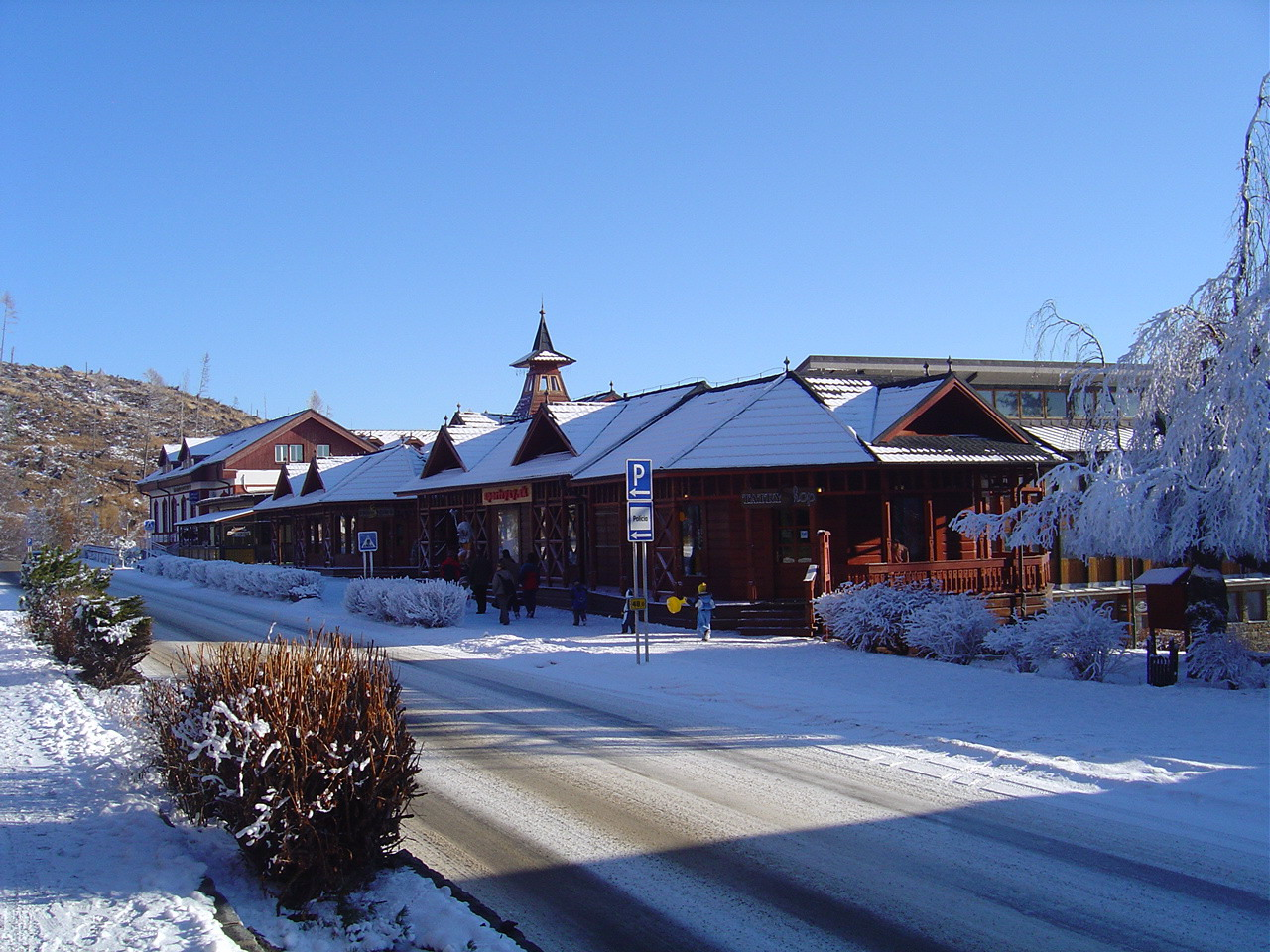
El centre de Starý Smokovec
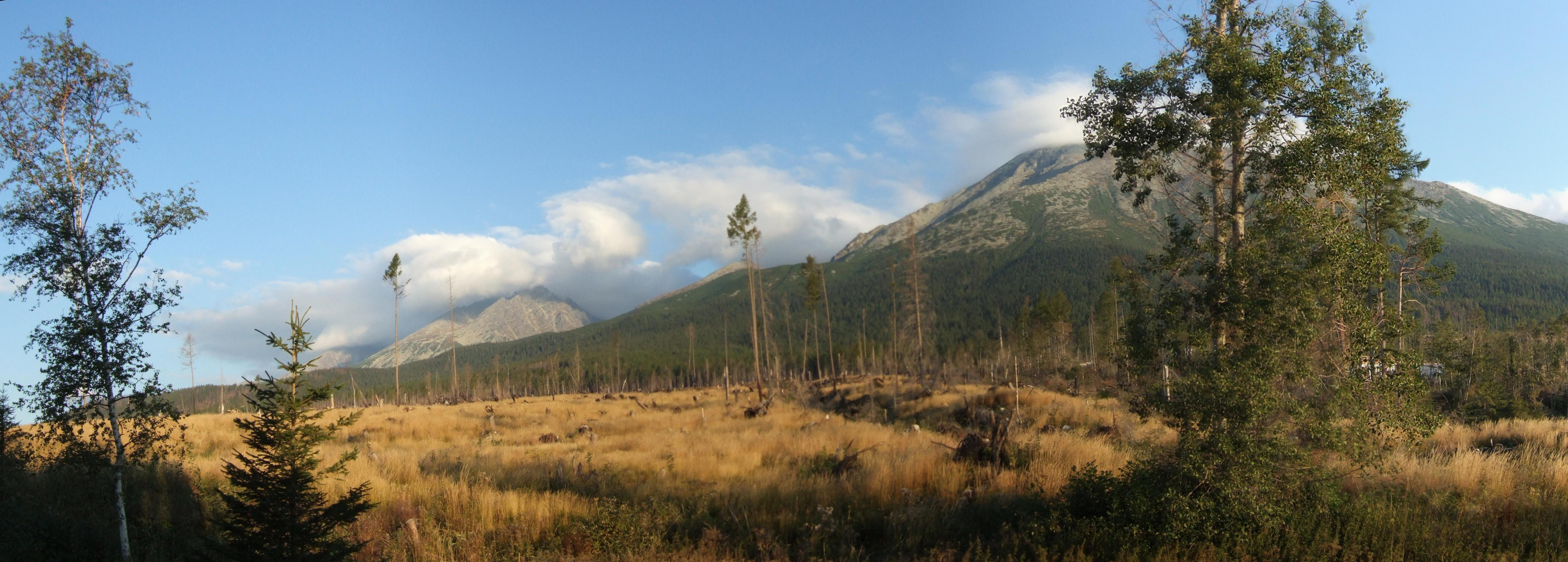
Vista de les muntanyes Tatras des del nord-oest del poble. El gran pic a la dreta és el Slavkovský štít
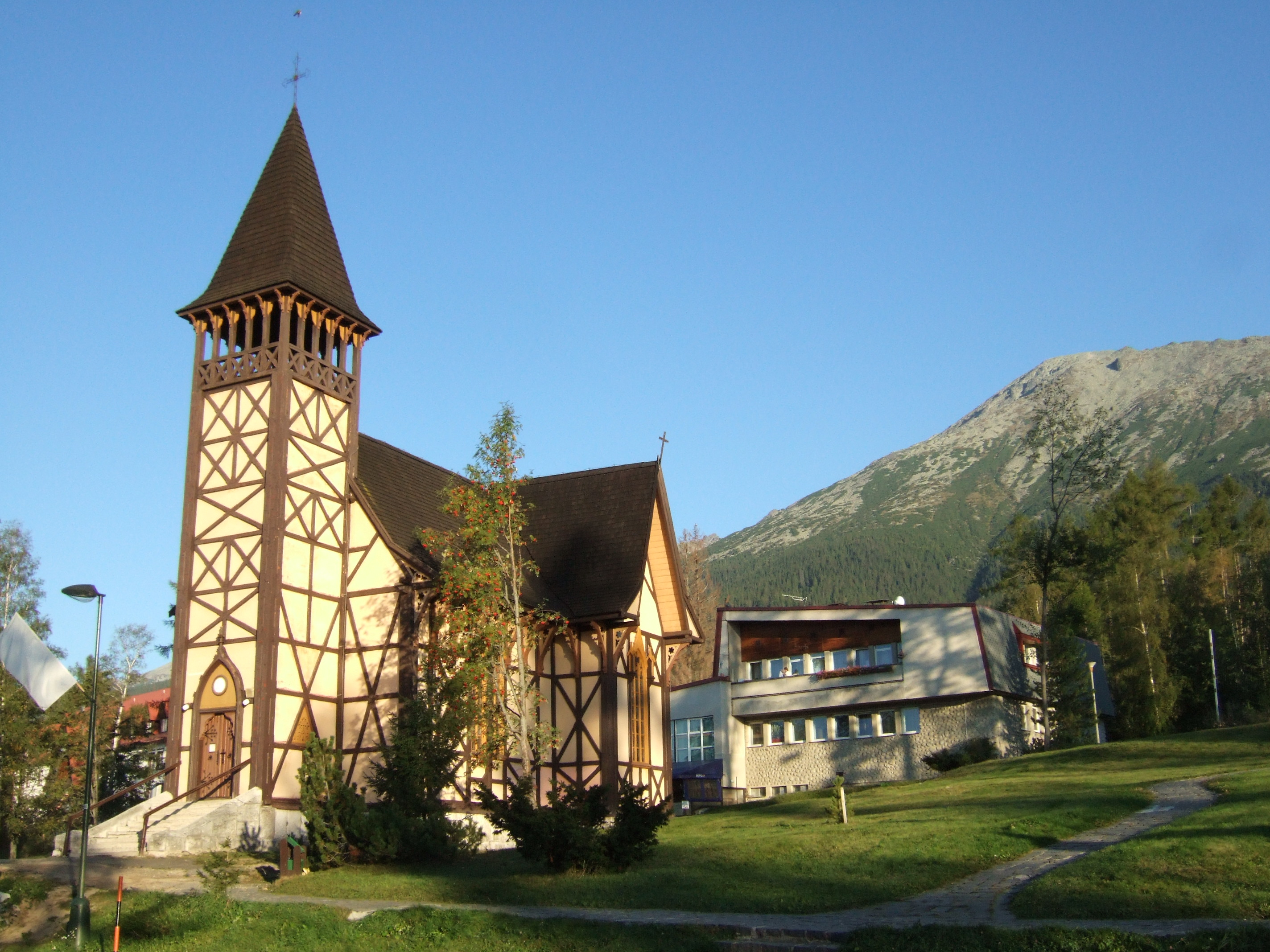
Una església a Starý Smokovec